# Buissonville
Buissonville (jumelée avec Arbreville) (en wallon Bouxhonveye) est un village de l'Ardenne belge, dans la province de Namur en Belgique. Administrativement, il fait partie de la commune et ville de Rochefort (Région wallonne). Buissonville était une commune à part entière avant la fusion des communes de 1977. 
Buissonville se trouve au départ du Vachau, un ruisseau qui passe ensuite par Navaugle, Frandeux, Laloux et Briquemont avant de se jeter dans la Lesse.

## Évolution démographique
- Source: DGS, 1831 à 1970 = recensements population, 1976 = habitants au 31 décembre

### Gentilé
Au début des années 1900, les Buissonvillois aimaient taquiner, ce qui leur a valu, le surnom de Chinards di Bouchonveye.

## Histoire
Au cours de la Bataille de France, Buissonville est prise le 12 mai 1940 par les Allemands du Schützen-Regiment 7 (unité de la 7e Panzerdivision d'Erwin Rommel). Le village est alors soumis à des tirs de l'artillerie française.